# LNG-terminal
LNG-terminal (eng. Liquified Natural Gas) je pogon za proizvodnju, pohranu i distribuciju ukapljenog zemnog plina.
Zemni plin se hladi na temperaturi ispod -161,5 °C, ispod njegovog vrelišta, kada prijelazi u tekućinu, pa ga se transportira brodovljem - metanizerima (brodovima-hladnjačama) do prijamnih LNG-terminala, gdje ga se pohranjuje te ponovno pretvara u plinovito stanje.
Ukapljeni zemni plin se koristi radi transporta na veće udaljenosti, najčešće preko oceana i mora, gdje nije praktično graditi plinovode. Najveća mana LNG terminala je njihova visoka cijena i zbog toga ga slabije razvijene države izbjegavaju.
Dva su osnovna tipa LNG terminala: terminali za ukapljivanje koji služe za izvoz i terminali za transformaciju iz kapljevitog u plinovito stanje koji služe za pohranu i distribuciju plina potrošačima.
FSRU (eng. Floating Storage and Regasification Unit) je vrsta LNG terminala, tzv. plutajući terminal, koji se sastoji od posebnog broda usidrenog kraj luke u kojem se prirodni plin ukapljuje i ponovno pretvara u plinovito stanje. Danas takve terminale možemo naći u Brazilu, UAE, Italiji, Indoneziji, dok se u Kini i Litvi još izgrađuju.

## LNG Terminal u Hrvatskoj
Adria LNG je međunarodni energetski konzorcij koji je okupljen 2006. godine s ciljem izgradnje LNG Terminala u Omišlju na otoku Krku. Projekt je prvi put razmotren 1995. kada su razrađena prva istraživanja. Studija izvedivosti projekta je dovršena 2008., a lokacijska dozvola je iznesena 2010. nakon što je provedena procjena utjecaja na okoliš. U pitanju je terminal za pohranu i transformaciju plina u plinovito stanje te daljnju distribuciju.
Terminal bi Hrvatsku opskrbljivao dodatnim izvorima prirodnog plina koji trenutno pokriva 48% zemljine potrebe za energijom. Terminal bi također distribuirao plin okolnim tržištima koja uključuju Italiju, Austriju, Sloveniju i Mađarsku pošto su Hrvatske potrebe za plinom znatno manje od predviđenog kapaciteta terminala. U ovu svrhu, novi plinovod je izgrađen između Hrvatske i Mađarske.
Terminal bi imao početni kapacitet od 10 milijardi metara kubičnih godišnje. Investicija se procjenjuje u vrijednosti od 800 milijuna €.
Projekt je pokrenut od strane Adria LNG konzorcija čiji su dioničari:
- E.ON Ruhrgas - 39.17%
- Total S.A. - 27.35%
- OMV - 32.48%
- Geoplin - 1%

Konzorcij predviđa 25% udjela za hrvatske kompanije koje bi trebale uključivati naftnu kompaniju INA-u(14%), elektroenergetsku kompaniju HEP i operator plinovoda Plinacro (zajedno 11%).

## Potrošnja ukapljenog plina
Francuska i UK su 1964. bili prvi kupci ove vrste goriva, i bili su svjedoci novog energetskog razdoblja. Budući da većina postrojenja za ukapljivanje prirodnog plina nije na područjima na kojima se isplati graditi plinovode, velika sredstva moraju se ulagati u prijevoz LNG-a. Ovo je i glavni razlog zašto su se LNG postrojenja sporo razvijala u drugoj polovici 20. stoljeća. Postrojenje za proizvodnju LNG-a stoji oko 1÷3 milijarde USD, terminali za utovar 0.5÷1 milijardu USD, a vozila za prijevoz 0.2÷0.3 milijarde USD. Uspoređujući ove cijene s cijenama nafte, LNG tržište je malo, ali zrelo.
Komercijalni razvoj LNG-a se još zove i lanac vrijednosti, što znači da LNG kupci potpisuju ugovore na 20÷25 godina s dobavljačima, po strogo određenim uvjetima. Tek kada se zadovolje svi uvjeti, i kupci dobiju potvrdu za sklapanje posla, može se početi s trgovinom. Zbog ovoga, prema LNG-u se odnosilo kao prema igri bogatih, gdje se mogu uključiti samo igrači s jakom financijskom i političkom pozadinom. Velike međunarodne nafte tvrtke kao BP, Exxonmobil, Royal Dutch Shell, i neke nacionalne (npr. Pertamina i Petronas) su bili aktivni igrači. Japan, Južna Koreja i Tajvan su uvezli velike količine LNG-a zbog nedostatka vlastitih energenata.
Japan je 2002.godine uvezao 54 milijuna tona LNG-a (48% svjetske trgovina LNG-a te godine). Također, iste godine, Južna Koreja je uvezla 17.7 milijuna, a Tajvan 5.33 milijuna tona LNG-a. Ove tri države su činile oko 70% svjetske trgovina LNG-a te godine.
Zadnjih godina, više igrača se uključilo, kako u uvozu, tako i izvozu, nove tehnologije se usvajaju, cijene postrojenja, terminala i vozila padaju, a LNG postaje konkurentniji drugim energentima. Uobičajena cijena LNG plovila kapaciteta 125 000 m³, izgrađenog u europskim ili japanskim brodogradilištima iznosi 250 milijuna USD. Kada su se korejska i kineska brodogradilišta uključila u igru, cijene su pale za 60%. Proizvodnja po toni LNG-a od 1970-tih do 1990-tih pala je za oko 35%.
Zbog straha od energetske nestašice, terminali se planiraju graditi u SAD-u. Mnogi američki političari i građani ovome se protive iz sigurnosnih razloga.
Tablica 1. Trgovina LNG-om 2013. godine (International Gas Union World LNG Report - 2014 Edition)
| Zemlja             | Izvoz(109 m3) | Zemlja       | Uvoz(109 m3) |  |
| ------------------ | ------------- | ------------ | ------------ |  |
| Katar              | 104.22        | Japan        | 118.53       |  |
| Malezija           | 33.345        | Južna Koreja | 55.215       |  |
| Australija         | 29.97         | Kina         | 25.11        |  |
| Indonezija         | 22.95         | Indija       | 17.415       |  |
| Nigerija           | 22.815        | Tajvan       | 17.28        |  |
| Trinidad i Tobago  | 19.71         | Španjolska   | 12.69        |  |
| Alžir              | 14.715        | UK           | 9.18         |  |
| Rusija             | 14.68         | Meksiko      | 8.1          |  |
| Oman               | 11.61         | Francuska    | 7.83         |  |
| Jemen              | 9.72          | Argentina    | 6.615        |  |
| Brunej             | 9.45          | Brazil       | 5.94         |  |
| UAE                | 7.29          | Turska       | 5.67         |  |
| Peru               | 5.805         | Italija      | 5.67         |  |
| Ekvatorska Gvineja | 5.265         | Čile         | 3.915        |  |
| Norveška           | 4.05          | SAD          | 2.43         |  |